# Шицюань
Шицюа́нь (кит. упр. 石泉, пиньинь Shíquán) — уезд городского округа Анькан провинции Шэньси (КНР). Название уезда означает «каменный источник»; он назван в честь существующего здесь родника.

## История
После того, как в царстве Цинь в 312 году до н. э. был создан уезд Сичэн, то лежащие западнее него земли были объединены в уезд Чэнгу (成固县). После основания империи Хань на стыке уездов Сичэн и Чэнгу был создан уезд Аньян (安阳县). В эпоху Троецарствия эти места оказались в составе царства Вэй, и от уезда Аньян был отделён уезд Хуанцзинь (黄金县); оставшийся уезд Аньян занимал территории современных уездов Ханьинь, Шицюань и части уездов Цзыян и Ниншань. При империи Западная Цзинь в 280 году уезд Аньян был переименован в Анькан (安康县). При империи Восточная Цзинь западная часть уезда Анькан была в 347 году выделена в отдельный уезд Чанлэ (长乐县). Был образован округ Цзиньчан (晋昌郡), которому подчинялись уезды Чанлэ, Синьсин, Цзиань и Дунгуань; власти округа разместились в Чанлэ.
В эпоху Южных и Северных династий эти земли не раз переходили из рук в руки, а их административное устройство сильно изменялось. При южной династии Сун юго-восток современного уезда Шицюань входил в состав уезда Анькан, а северо-запад — в состав уезда Чанлэ. Во времена Северной Вэй в 505 году территория современного уезда Шицюань входила в состав уездов Чжичэн (直城县, северо-восток современного уезда Шицюань), Анькан (安康县, юго-восток) и Юнлэ (永乐县, бывший уезд Чанлэ, северо-запад). При империи Западная Вэй в 552 году уезд Юнлэ был переименован в Шицюань. При империи Суй уезд Чжичэн был присоединён к уезду Шицюань.
При империи Тан в 698 году уезд Шицюань был переименован в Уань (武安县), но в 705 году ему было возвращено название Шицюань. В 771 году из-за малонаселённости он был присоединён к уезду Ханьинь, но в 805 году был выделен вновь. После монгольского завоевания уезд Шицюань был расформирован, а его земли перешли под непосредственное управление властей области Цзиньчжоу (金州).
При империи Мин в 1369 году уезд Шицюань был создан вновь. В 1377 году к уезду Шицюань был присоединён уезд Ханьинь, но позднее воссоздан.
В 1951 году был создан Специальный район Анькан (安康专区), и уезд вошёл в его состав. В 1958 году уезды Хуаинь и Ниншань были присоединены к уезду Шицюань, но в 1961 году воссозданы. В 1968 году Специальный район Анькан был переименован в Округ Анькан (安康地区).
В 2000 году были расформированы округ Анькан и город Анькан и образован городской округ Анькан.

## Административное деление
Уезд делится на 11 посёлков.